# Bandō Mitsugorō VIII
Bandō Mitsugorō VIII est un nom japonais traditionnel ; le nom de famille (ou le nom d'école), Bandō, précède donc le prénom (ou le nom d'artiste) Mistugorō.
Bandō Mitsugorō VIII (八代目 坂東 三津五郎), né le 19 octobre 1906 à Tokyo et mort le 16 juin 1975 à Kyoto, est l'un des plus célèbres acteurs kabuki japonais des années 1930 à sa mort. Il est connu pour utiliser le « style rude », ou aragoto. Il est officiellement désigné Trésor national vivant par le gouvernement japonais en 1973.

## Biographie

### Décès
En janvier 1975, il mange dans un des restaurants de Kyoto avec des amis et commande quatre portions de fugu kimo, le foie du tétraodon, un plat dont la vente est interdite par les règlements locaux à l'époque. Prétendant qu'il pouvait survivre au poison du poisson, il mange le foie et décède après son retour à sa chambre d'hôtel, après sept heures de paralysie et de convulsions.